# Boronia amplectens
Boronia amplectens är en vinruteväxtart som beskrevs av M. F. Duretto. Boronia amplectens ingår i släktet Boronia och familjen vinruteväxter. Inga underarter finns listade i Catalogue of Life.